# جشنواره نوز

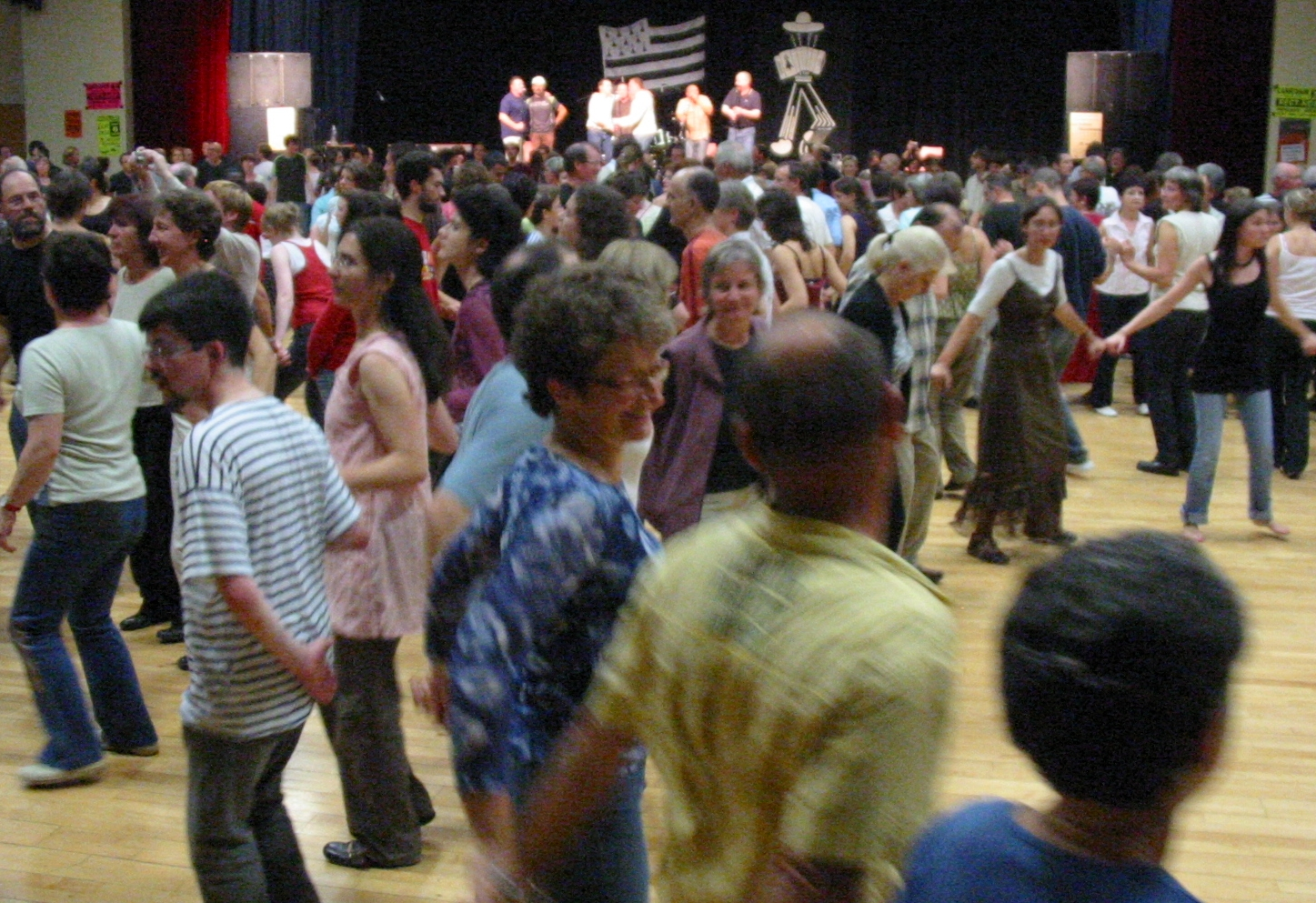

جشنواره نوز (به انگلیسی: Fest Noz) یک جشنواره سنتی در برتون است که با رقص گروهی و نوازندگان زنده در حال نواختن سازهای آکوستیک همراه است. بیشتر رقص‌های سنتی جشنواره نوز قدیمی هستند که برخی از آنها به قرون وسطی بازمی‌گردد.
در ۵ دسامبر ۲۰۱۲ جشنواره نوز توسط یونسکو به فهرست نمایندگی فهرست میراث فرهنگی ناملموس یونسکو اضافه شد.

## جشنواره نوز
fest-noz (جمع festoù-noz) یک جشنواره رقص سنتی در بریتانی است. بیشتر رقص‌های برتون، رقص‌های دسته جمعی هستند. این اصطلاح از اواخر قرن نوزدهم شناخته شده‌است، اما به عنوان یک نام، از دهه ۱۹۵۰ استفاده شده‌است.
در گذشته، گاهی از رقص‌ها برای ساختن یک کف خاکی محکم در خانه یا یک سطح خاکی برای کارهای مزرعه استفاده می‌شد (رقص‌های "ایر نوو")، که مردم محله به آن دعوت می‌شدند. برای مدتی طولانی کلیسا رقص‌های این چنینی را ممنوع کرده بود. این جشنواره‌ها فرصتی برای جوانان بود تا یکدیگر را در سطح اجتماع با لباس‌های رنگارنگشان ببینند. این نوع رقص‌ها گاهی برای مدت طولانی ادامه می‌یابد و شامل مراحل پیچیده و سریع می‌شود که در نتیجه موجب خستگی افراد شرکت کننده می‌شود
این روزها، "Festoù Noz" هنوز هم بسیار محبوب است و نسل‌های مختلف را در هم به سمت خود می‌کشاند. اکثر روستاها حداقل سالی یک بار جشن می‌گیرند که در باشگاه‌های ورزشی، مدرسه و غیره برگزار می‌شود. این یک راه برای بیان فرهنگ و هویت خود و به اشتراک گذاشتن ارزش‌های مشترک با دوستان است. مانند بسیاری از رقص‌های محلی گروهی، فرد از رسیدن به حالت خلسه به دلیل موسیقی تکراری و فعالیت بدنی صحبت می‌کند. در طول فصل تابستان و فصول توریستی، از بسیاری نقاط جهات، شرکت در یک جشن نوز برای بسیاری از مردم مانند یک راه جایگزین برای رفتن به یک باشگاه شبانه است.

## موسیقی
اصولاً دو نوع موسیقی در این جشنواره‌ها وجود دارد: موسیقی آواز آکاپلا، همراه با موسیقی یا صرفاً دستگاهی. قبل از اختراع میکروفن‌ها و ابزارهای تقویت کننده صدا، سازهایی که بیشتر مورد استفاده قرار می‌گرفتند، بمبارده بودند، به دلیل حجم بالایشان. همچنین آکاردئون دیاتونیک، کلارینت، و گهگاه ویولن و هوردی گوردی نیز محبوب بود. پس از جنگ جهانی دوم، سازهای اسکاتلندی نیز به لطف باگادو (بندهای لوله) در بریتانی رایج شدند و بنابراین اغلب جایگزین binioù-kozh شدند. ساز کلارینت از آن زمان تقریباً استفاده نمی‌شد اما در چند سال گذشته محبوبیت خود را دوباره به دست آورده‌است.
به غیر از سازهای سنتی، امروزه گروه‌هایی با سبک‌های مختلف موسیقی از راک، جاز، پانک و همچنین آمیخته با سبک‌های موسیقی سایر کشورها نیز وجود دارند. سازهای زهی (ویولن، کنترباس، گیتار آکوستیک، گیتار الکتریک، گیتار باس) و سازهای کوبه ای آفریقای شمالی مدت هاست که مورد استفاده قرار گرفته‌اند. سازهای برنجی نیز به‌طور فزاینده‌ای رایج شده‌اند و اغلب صداهایی شبیه به صدای موسیقی شرقی را با خود می‌آورند.